# Robot Honda serie P
I Robot della serie P sono, appunto, robot androidi costruiti dalla Honda che si differenziano dal quelli della serie E per essere più spiccatamente umanoidi. Sono stati costruiti tra il 1993 e il 1997. Ad essi seguì il robot Asimo.
|                            | P1 (1993)     | P2 (1996)     | P3 (1997)     | P4 (2000) | ASIMO (2000) | ASIMO (2005)                            |
| Peso                       | 175 kg        | 210 kg        | 130 kg        | P4 (2000) | 52 kg        | 54 kg                                   |
| Altezza                    | 191.5 cm      | 182.0 cm      | 160.0 cm      | P4 (2000) | 120.0 cm     | 130.0 cm                                |
| Larghezza                  |               | 60.0 cm       | 60.0 cm       | P4 (2000) | 45.0 cm      | 45.0 cm                                 |
| Profondità                 |               | 75.8 cm       | 55.5 cm       | P4 (2000) | 44.0 cm      | 37.0 cm                                 |
| Velocità                   |               | 2 km/h        | 2 km/h        | P4 (2000) | 1.6 km/h     | 2.7 km/h (camminando) 6 km/h (correndo) |
| Massima capacità di lavoro |               | 5 kg(a mano)  | 2 kg(a mano)  | P4 (2000) |              | 1 kg(a mano) 10 kg (trascinando)        |
| Batteria                   | 135 V - 6 A·h | 135 V - 6 A·h | 135 V - 6 A·h | P4 (2000) | 38.4 V       | 51.8 V                                  |
| Tempo operativo continuato |               | 15 minuti     | 25 minuti     | P4 (2000) | 30 minuti    | 1 ora                                   |
| Grado di libertà           | 30            | 30            | 28            | P4 (2000) | 26           | 34                                      |
| Immagine                   |               |               |               | P4 (2000) |              |                                         |